# Julius von Suchten
Karl Friedrich Adolf Julius von Suchten (* 10. März 1809 in Rastenburg; † 1. März 1897 in Königsberg) war ein preußischer Generalmajor.

## Leben

### Herkunft
Julius war ein Sohn des preußischen Oberst Franz Karl von Suchten (1787–1859) und dessen Ehefrau Marie, geborene Richter.

### Militärkarriere
Suchten trat am 14. September 1825 als Dragoner in das 1. Dragoner-Regiment der Preußischen Armee ein. Dort wurde er am 1. Oktober 1827 zum Unteroffizier und am 15. November 1827 zum Portepeefähnrich ernannt. Am 15. Mai 1829 wurde er als überzähliger Sekondeleutnant in das 3. Infanterie-Regiment versetzt und am 19. Februar 1831 einrangiert. Von 1838 bis 1849 war Suchten Bataillonsadjutant und stieg zwischenzeitlich zum Premierleutnant auf. Unter Beförderung zum Hauptmann erfolgte am 10. Januar 1850 seine Ernennung zum Kompaniechef. Daran schloss sich als Major am 21. Juli 1857 eine Verwendung als Kommandeur des I. Bataillons im 5. Landwehr-Regiment an. Als Bataillonsführer wurde Suchten am 8. Mai 1860 zum 5. kombinierte Infanterie-Regiment kommandiert, aus dem zum 1. Juli 1860 das 8. Ostpreußische Infanterie-Regiment Nr. 45 hervorging. Als Kommandeur des I. Bataillons in Graudenz wurde er am 18. Oktober 1861 Oberstleutnant und erhielt am 25. April 1864 den Charakter als Oberst. Unter Verleihung des Patents zu seinem Dienstgrades und Stellung à la suite wurde er am 13. August 1864 Kommandant der Festung Colberg. Während der Mobilmachung anlässlich des Deutschen Krieg war Suchten 1866 Kommandeur des 4. Pommerschen Landwehr-Regiment. Nach der Rückkehr in seine Friedensstellung erfolgte am 30. Oktober 1866 seine Ernennung zum Kommandeur des 2. Pommerschen Grenadier-Regiment (Colberg) Nr. 9 in Stargard. In dieser Eigenschaft wurde Suchte anlässlich des Ordensfestes im Januar 1867 mit dem Roten Adlerorden II. Klasse mit Schleife ausgezeichnet. Unter Verleihung des Charakters als Generalmajor erhielt er am 5. März 1867 seinen Abschied mit Pension, wurde am 2. April 1868 zur Disposition gestellt und am 7. Oktober 1869 mit Pension verabschiedet.
Für die Dauer des mobilen Verhältnisses anlässlich des Krieges gegen Frankreich wurde Suchten 1870/71 erneut zur Disposition gestellt und als Kommandeur der stellvertretenden 2. Infanterie-Brigade verwendet. Am 20. Juli 1871 erhielt er den Kronen-Orden II. Klasse. Er starb am 1. März 1897 in Königsberg.
Sein Regimentskommandeur schrieb 1847 in seiner Beurteilung: „Ist in jeder Hinsicht ein tüchtiger Offizier und wird gewiß ein tüchtiger Kompaniechef werden. Hat nach seiner Verheiratung Unglück gehabt, so daß ihm fast alle Zuschüsse von außen wegfallen und er mit seiner Frau und Kindern von seinem Gehalt leben muß. Eignet sich zur Beförderung.“

### Familie
Suchten heiratete im Jahr 1832 in Lyck Julie Sackersdorff († 1867). Aus der Ehe gingen die Kinder August Georg (* 1833), Franziska (* 1835), die Zwillinge Julius und Adolf (* 1837), Anna (* 1840), Elisabeth (* 1841), Bertha (* 1844) und Klara Maria Therese (* 1838), die 1861 den Amtsgerichtsrat Moritz Theodor Dietrich von Heyking (* 1832) heiratete.
Nach dem Tod seiner ersten Frau heiratete Suchten am 5. November 1869 in Königsberg Hulda von Quassowski, verwitwete Hinz. Mit ihr hatte er die Kinder Ellinor (* 1870), Magda (* 1871) und Gustav (* 1873).